# Mel Puttah Bemoh
Das Mel Puttah Bemoh ist ein indisches Zweihandschwert.

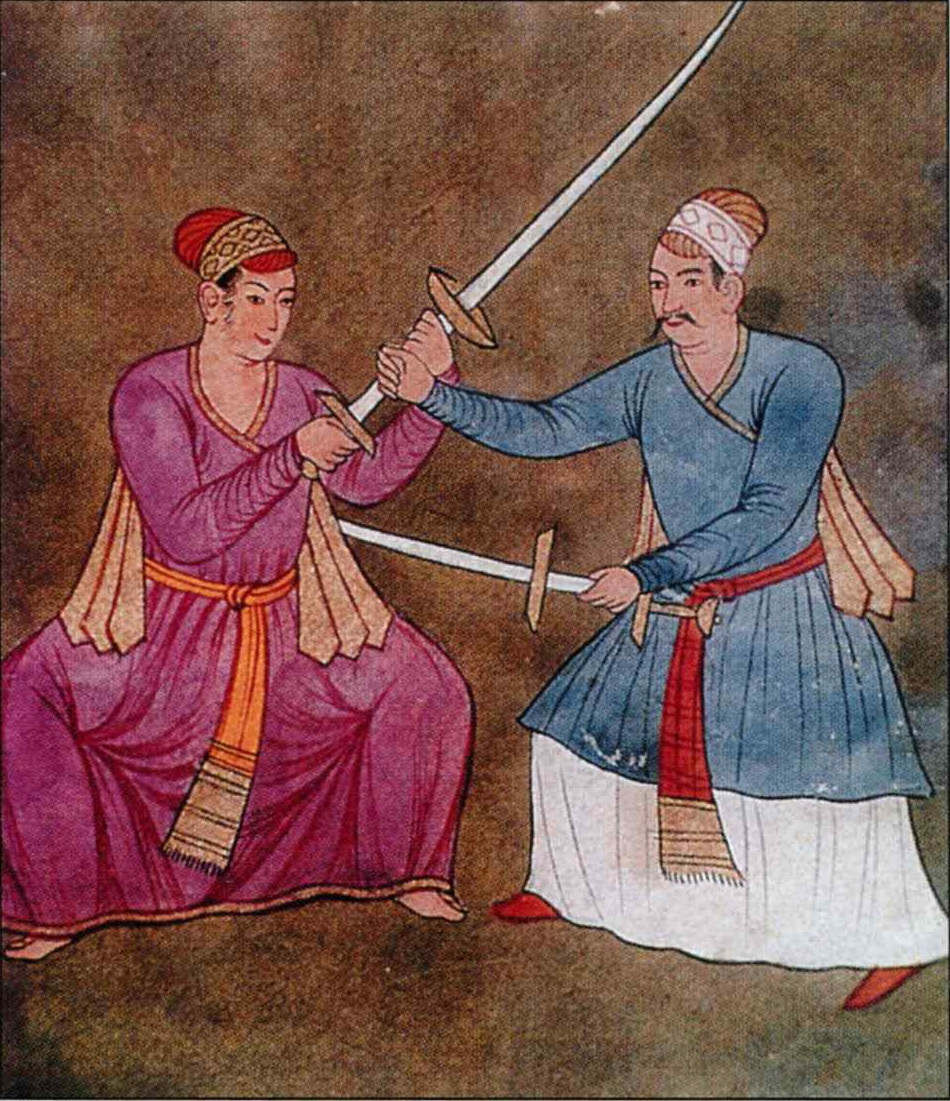
Historische Kampfszene mit Mel Puttah Bemoh

## Geschichte
Das Mel Puttah Bemoh entstand in Indien etwa im 17. Jahrhundert.

## Beschreibung
Das Mel Puttah Bemoh hat eine gerade, zweischneidige Rapierklinge ohne Hohlbahn (fälschlich Blutrinne), die etwa 80 cm lang ist. Die Gesamtlänge beträgt etwa 137 cm. Das Heft (Griff) besteht aus Metall und hat zwei Pariere. Die hintere Parierstange ist kreuzförmig, an den Enden leicht aufwärtsgebogen und abgerundet. Die vordere Parierscheibe ist glatt gearbeitet. Der Knauf hat Ähnlichkeit mit einer dreistufigen Krone. Er ist oft mit Fransen aus Seide am Griffende verziert.